# Діамантові пси
Діамантові пси (англ. Diamond Dogs) — канадсько-китайський пригодницький бойовик 2007 року.

## Сюжет
Мультимільйонер Чемберс організує експедицію для пошуків древньоазійської реліквії, що коштує чималі гроші. Для супроводу і охорони групи запрошують колишнього військового, нині бійця на підпільному рингу Ксандера Ронсона. В процесі пошуків група починає втрачати людей одного за іншим, а незабаром на експедицію нападає загін найманців і головорізів, які також зацікавлені в пошуках реліквії.

## У ролях
| Актор                      | Роль            |
| -------------------------- | --------------- |
| Дольф Лундгрен             | Ксандер Ронсон  |
| Нань Ю                     | Аніка           |
| Сюе Зурен                  | Енг Шоу         |
| Вільям Шрайвер             | Чемберс         |
| Райч Василєв               | Жуков           |
| Жо Мін Хуажі               | Соня            |
| Ху Ша                      | господарь дому  |
| Грегорі МакАйсак           | зловісний       |
| Жанг Чунніан               | пов'язка на оці |
| Хуріга                     | монгол          |
| Ван Хепін                  | старий монах    |
| Ванг Цзінь                 | головний суддя  |
| Ванг Луша                  | молодий суддя   |
| Ванг Джан                  | жінка суддя     |
| Девід А. Вільямс           | Джим            |
| Гебріел Алехандро Каррільо | Стів            |